# Grace Mugabe
Grace Ntombizodwa Mugabe (nhũ danh Marufu, ngày 23 tháng 7 năm 1965) là phu nhân của cựu Tổng thống Zimbabwe Robert Mugabe và là như Đệ Nhất Phu nhân của Zimbabwe từ cuộc hôn nhân của bà với Mugabe vào năm 1996 cho đến cuộc cuộc đảo chính năm 2017. Bà sinh ra ở Benoni ở Nam Phi.
Năm 2014, Grace Mugabe được chỉ định làm người đứng đầu cánh phụ nữ ZANU-PF. Bà đang bị chế tài cá nhân ở Liên minh Châu Âu và Hoa Kỳ vì vai trò của bà trong chế độ Mugabe.

## Tiểu sử
Grace Ntombizodwa sinh ở Benoni tại Nam Phi.
Bà đã kết hôn với phi công quân đội Stanley Goreraza và họ có một con trai, Russell Goreraza, sinh năm 1984.
Trong khi làm thư ký cho tổng thống, Robert Mugabe, bà đã trở thành tình nhân của ông trong khi vẫn kết hôn với Stanley Goreraza - và có hai con, Bona, đặt tên theo mẹ của Mugabe, và Robert Peter, Jr.
Sau cái chết của người vợ đầu tiên của Mugabe, Sally Hayfron, cặp vợ chồng này đã kết hôn trong một cuộc lễ Công giáo lộng lẫy, được báo chí Zimbabwe gọi là "Đám cưới thế kỷ".
Năm 1997, bà sinh đứa con thứ ba của cặp vợ chồng, Chatunga Mugabe.